# Championnats du monde de biathlon d'été
Les Championnats du monde de biathlon d'été sont organisés annuellement depuis 1996. 

## Histoire
Les premières éditions se déroulent avec un format de cross-country (jusqu'en 2009). Depuis 2006, des épreuves à rollerski sont au programme.
En novembre 2019, l'édition 2020 a été délocalisée depuis Kontiolahti vers Ruhpolding. Cependant en raison de la pandémie de covid-19, les Allemands ne peuvent organiser la compétition du fait de la politique sanitaire et l'Union internationale de biathlon décide d'annuler.

## Cross-country

### Hommes

#### Individuel (6km)
| Année | Lieu       | Or                   | S Argent           | Bronze               |
| ----- | ---------- | -------------------- | ------------------ | -------------------- |
| 1996  | Hochfilzen | Alexei Kobelev (RUS) | Janez Ožbolt (SVN) | Vadim Sashurin (BLR) |

#### Sprint (4km)
| Année | Lieu               | Or                          | Argent                     | Bronze                     |
| ----- | ------------------ | --------------------------- | -------------------------- | -------------------------- |
| 1996  | Hochfilzen         | Wilfried Pallhuber (ITA)    | Ole Einar Bjørndalen (NOR) | Vladimir Drachev (RUS)     |
| 1997  | Cracovie           | Wilfried Pallhuber (ITA)    | Dimitri Borovik (EST)      | Ole Einar Bjørndalen (NOR) |
| 1998  | Brezno-Osrblie     | Alexei Kobelev (RUS)        | Wilfried Pallhuber (ITA)   | Oleg Rudenko (RUS)         |
| 1999  | Minsk              | Rustam Valiullin (BLR)      | Vadim Sashurin (BLR)       | Alexei Kobelev (RUS)       |
| 2000  | Khanty-Mansiïsk    | Indrek Tobreluts (EST)      | Dmitriy Nikiforov (RUS)    | Ilmārs Bricis (LAT)        |
| 2001  | Duszniki-Zdrój     | Dimitri Borovik (EST)       | Alexey Kovyazin (RUS)      | Macjej Wojciechowski (POL) |
| 2002  | Jablonec nad Nisou | Marek Matiaško (SVK)        | Maksim Malenkih (KGZ)      | Michael Genz (GER)         |
| 2003  | Forni Avoltri      | Olexander Bilanenko (UKR)   | Alexey Kovyazin (RUS)      | Marko Dolenc (SVN)         |
| 2004  | Brezno-Osrblie     | Zdeněk Vítek (CZE)          | Indrek Tobreluts (EST)     | Dimitri Borovik (EST)      |
| 2005  | Muonio             | Alexander Kachanovski (RUS) | Alexandr Syman (BLR)       | Alexandr Ustinov (BLR)     |
| 2006  | Oufa               | Sergey Balandin (RUS)       | Indrek Tobreluts (EST)     | Dmitriy Nikiforov (RUS)    |
| 2007  | Otepää             | Olexander Bilanenko (UKR)   | Marek Matiaško (SVK)       | Alexey Katrenko (RUS)      |
| 2008  | Bessans            | Alexey Katrenko (RUS)       | Dias Keneshev (KAZ)        | Ruslan Nasirov (UZB)       |
| 2009  | Oberhof            | Alexey Katrenko (RUS)       | Ruslan Nasirov (UZB)       | Miroslav Matiaško (SVK)    |

#### Poursuite (6km)
| Année | Lieu               | Or                          | Argent                    | Bronze                      |
| ----- | ------------------ | --------------------------- | ------------------------- | --------------------------- |
| 1997  | Cracovie           | Wilfried Pallhuber (ITA)    | Konstantin Popov (RUS)    | Vadim Sashurin (BLR)        |
| 1998  | Brezno-Osrblie     | Wilfried Pallhuber (ITA)    | Alexei Kobelev (RUS)      | Konstantin Popov (RUS)      |
| 1999  | Minsk              | Vadim Sashurin (BLR)        | Ilmārs Bricis (LAT)       | Alexei Kobelev (RUS)        |
| 2000  | Khanty-Mansiïsk    | Dmitriy Nikiforov (RUS)     | Indrek Tobreluts (EST)    | Alexey Kovyazin (RUS)       |
| 2001  | Duszniki-Zdrój     | Ilmārs Bricis (LAT)         | Dimitri Borovik (EST)     | Ivan Pesterev (BLR)         |
| 2002  | Jablonec nad Nisou | Dmitriy Nikiforov (RUS)     | Marko Dolenc (SVN)        | Marek Matiaško (SVK)        |
| 2003  | Forni Avoltri      | Alexey Kovyazin (RUS)       | Olexander Bilanenko (UKR) | Oleg Rudenko (RUS)          |
| 2004  | Brezno-Osrblie     | Zdeněk Vítek (CZE)          | Sergey Balandin (RUS)     | Alexey Mironov (RUS)        |
| 2005  | Muonio             | Alexander Kachanovski (RUS) | Jaroslav Soukup (CZE)     | Rustam Valiullin (BLR)      |
| 2006  | Oufa               | Sergey Balandin (RUS)       | Indrek Tobreluts (EST)    | Ondřej Moravec (CZE)        |
| 2008  | Bessans            | Alexey Katrenko (RUS)       | Sergey Balandin (RUS)     | Dias Keneshev (KAZ)         |
| 2009  | Oberhof            | Alexey Katrenko (RUS)       | Ruslan Nasirov (UZB)      | Alexander Kachanovski (RUS) |

#### Mass start (6km)
| Année | Lieu           | Or                        | Argent                   | Bronze                |
| ----- | -------------- | ------------------------- | ------------------------ | --------------------- |
| 2003  | Forni Avoltri  | Olexander Bilanenko (UKR) | Vyacheslav Derkach (UKR) | Marek Matiaško (SVK)  |
| 2004  | Brezno-Osrblie | Pavol Hurajt (SVK)        | Timur Nurmeev (RUS)      | Alexey Mironov (RUS)  |
| 2005  | Muonio         | Alexandr Syman (BLR)      | Alexei Kobelev (RUS)     | Jaroslav Soukup (CZE) |
| 2007  | Otepää         | Alexey Katrenko (RUS)     | Indrek Tobreluts (EST)   | Ivan Bogdanov (RUS)   |

#### Relais (4 × 4 km)
De 1997 à 2002 la distance est 4 × 6 km.
| Année | Lieu               | Or                                                                                   | Argent                                                                        | Bronze                                                                       |
| ----- | ------------------ | ------------------------------------------------------------------------------------ | ----------------------------------------------------------------------------- | ---------------------------------------------------------------------------- |
| 1997  | Cracovie           | Norvège Egil Gjelland Jon Per Nygaard Dag Bjørndalen Ole Einar Bjørndalen            | Russie Oleg Rudenko Dmitriy Nikiforov Konstantin Popov Sergey Rusinov         | Estonie Dimitri Borovik Roland Lessing Indrek Tobreluts Kalju Ojaste         |
| 1998  | Brezno-Osrblie     | Russie Oleg Rudenko Konstantin Popov Sergei Konovalov Vladimir Bekhterev             | Ukraine Mykhaylo Syzon Yuriy Dmitrenko Olexander Bilanenko Vyacheslav Derkach | Pologne Grzegorz Grzywa Tomasz Sikora Kazimier Urbaniak Wojciech Kozub       |
| 1999  | Minsk              | Russie Alexei Kobelev Sergey Prosvirnin Alexsey Kovyazin Dmitriy Nikiforov           | Lettonie Oļegs Maļuhins Gundars Upenieks Jēkabs Nākums Ilmārs Bricis          | Estonie Dimitri Borovik Roland Lessing Indrek Tobreluts Margus Ader          |
| 2000  | Khanty-Mansiïsk    | Russie Alexsey Kovyazin Andrei Prokunin Dmitriy Nikiforov Sergey Prosvirnin          | Lettonie Oļegs Maļuhins Gundars Upenieks Jēkabs Nākums Ilmārs Bricis          | Estonie Dimitri Borovik Roland Lessing Indrek Tobreluts Janno Prants         |
| 2001  | Duszniki-Zdrój     | Biélorussie Alexei Aidarov Rustam Valiullin Alexandr Ustinov Ivan Pesterev           | Lettonie Oļegs Maļuhins Ilmārs Bricis Jēkabs Nākums Gundars Upenieks          | Russie Alexsey Kovyazin Dmitriy Nikiforov Ivan Bogdanov Alexei Cheparev      |
| 2002  | Jablonec nad Nisou | Russie Alexei Kobelev Pavel Chupriyanov Sergey Prosvirnin Dmitriy Nikiforov          | Biélorussie Ivan Pesterev Siarheï Novikaw Alexandr Ustinov Vadim Sashurin     | Slovaquie Marek Matiaško Radovan Cienik Pavol Novák Davorín Škvaridlo        |
| 2003  | Forni Avoltri      | Ukraine Olexander Bilanenko Andriy Deryzemlya Alexei Korobeynikov Vyacheslav Derkach | Russie Oleg Rudenko Alexei Cheparev Timur Nurmeev Alexsey Kovyazin            | Slovaquie Marek Matiaško Radovan Cienik Davorín Škvaridlo Pavol Hurajt       |
| 2004  | Brezno-Osrblie     | Biélorussie Aleksandr Syman Rustam Valiullin Alexandr Ustinov Ivan Pesterev          | Russie Alexey Mironov Timur Nurmeev Alexei Cheparev Sergey Balandin           | Slovaquie Pavol Hurajt Radovan Cienik Miroslav Matiaško Marek Matiaško       |
| 2005  |                    | Tchéquie Michal Šlesingr Ondřej Moravec Miroslav Tomeš Jaroslav Soukup               | Russie Alexei Kobelev Oleg Rudenko Ivan Bogdanov Alexander Kachanovski        | Biélorussie Alexandr Ustinov Siarheï Novikaw Rustam Valiullin Alexandr Syman |

### Femmes

#### Individuel (4km)
| Année | Lieu       | Or                       | Argent                       | Bronze            |
| ----- | ---------- | ------------------------ | ---------------------------- | ----------------- |
| 1996  | Hochfilzen | Olessia Toupilenko (RUS) | Gunn Margit Andreassen (NOR) | Liu Jinfeng (CHN) |

#### Sprint (3km)
De 1996 à 2002 la distance est de 4 km.
| Année | Lieu               | Or                          | Argent                    | Bronze                     |
| ----- | ------------------ | --------------------------- | ------------------------- | -------------------------- |
| 1996  | Hochfilzen         | Yu Shumei (CHN)             | Olessia Toupilenko (RUS)  | Inna Sheshkil (KAZ)        |
| 1997  | Cracovie           | Olga Nazarova (BLR)         | Irina Tananaiko (BLR)     | Larisa Timchina (MDA)      |
| 1998  | Brezno-Osrblie     | Nadezhda Talanova (RUS)     | Nina Lemesh (UKR)         | Adrianna Babik (POL)       |
| 1999  | Minsk              | Svetlana Ishmouratova (RUS) | Natalia Levchenkova (RUS) | Magdalena Grzywa (POL)     |
| 2000  | Khanty-Mansiïsk    | Natalya Sokolova (RUS)      | Evgenia Mikhaylova (RUS)  | Olga Nazarova (BLR)        |
| 2001  | Duszniki-Zdrój     | Natalya Sokolova (RUS)      | Evgenia Mikhaylova (RUS)  | Olga Nazarova (BLR)        |
| 2002  | Jablonec nad Nisou | Olga Nazarova (BLR)         | Magdalena Grzywa (POL)    | Ludmila Arlouskaya (BLR)   |
| 2003  | Forni Avoltri      | Olga Nazarova (BLR)         | Olena Zubrilova (BLR)     | Inna Kasimova (RUS)        |
| 2004  | Brezno-Osrblie     | Olga Nazarova (BLR)         | Oksana Neupokoeva (RUS)   | Svetlana Khandohina (BLR)  |
| 2005  | Muonio             | Natalya Sokolova (BLR)      | Tatiana Moiseeva (RUS)    | Lubov Ermolaeva (RUS)      |
| 2006  | Oufa               | Natalya Sokolova (BLR)      | Ekaterina Sidorenko (RUS) | Tatiana Moiseeva (RUS)     |
| 2007  | Otepää             | Natalya Sokolova (BLR)      | Elena Khrustaleva (KAZ)   | Lyudmyla Pysarenko (UKR)   |
| 2008  | Bessans            | Ekaterina Sidorenko (RUS)   | Lubov Ermolaeva (RUS)     | Anastasia Kuznetsova (RUS) |
| 2009  | Oberhof            | Iryna Babetskaya (BLR)      | Olga Nazarova (BLR)       | Juliane Döll (GER)         |

#### Poursuite (5km)
De 1997 à 2002, la distance est de 6 km. 
| Année | Lieu               | Or                             | Argent                      | Bronze                     |
| ----- | ------------------ | ------------------------------ | --------------------------- | -------------------------- |
| 1997  | Cracovie           | Olga Nazarova (BLR)            | Olessia Toupilenko (RUS)    | Irina Tananaiko (BLR)      |
| 1998  | Brezno-Osrblie     | Martina Schwarzbacherová (SVK) | Nina Lemesh (UKR)           | Magdalena Grzywa (POL)     |
| 1999  | Minsk              | Natalya Sokolova (RUS)         | Svetlana Ishmouratova (RUS) | Natalia Levchenkova (RUS)  |
| 2000  | Khanty-Mansiïsk    | Natalya Sokolova (RUS)         | Olga Nazarova (BLR)         | Evgenia Mikhaylova (RUS)   |
| 2001  | Duszniki-Zdrój     | Evgenia Mikhaylova (RUS)       | Natalya Sokolova (RUS)      | Olga Nazarova (BLR)        |
| 2002  | Jablonec nad Nisou | Olga Nazarova (BLR)            | Magdalena Grzywa (POL)      | Ludmila Arlouskaya (BLR)   |
| 2003  | Forni Avoltri      | Olga Nazarova (BLR)            | Olena Zubrilova (BLR)       | Inna Kasimova (RUS)        |
| 2004  | Brezno-Osrblie     | Olga Nazarova (BLR)            | Svetlana Khandohina (BLR)   | Lubov Ermolaeva (RUS)      |
| 2005  | Muonio             | Natalya Sokolova (BLR)         | Tatiana Moiseeva (RUS)      | Lubov Ermolaeva (RUS)      |
| 2006  | Oufa               | Tatiana Moiseeva (RUS)         | Natalya Sokolova (BLR)      | Ekaterina Sidorenko (RUS)  |
| 2008  | Bessans            | Ekaterina Sidorenko (RUS)      | Lubov Ermolaeva (RUS)       | Anastasia Kuznetsova (RUS) |
| 2009  | Oberhof            | Natalya Sokolova (RUS)         | Olga Nazarova (BLR)         | Elena Khrustaleva (KAZ)    |

#### Mass start (5km)
| Année | Lieu           | Or                     | Argent                  | Bronze                    |
| ----- | -------------- | ---------------------- | ----------------------- | ------------------------- |
| 2003  | Forni Avoltri  | Tatiana Moiseeva (RUS) | Olga Nazarova (BLR)     | Olena Zubrilova (BLR)     |
| 2004  | Brezno-Osrblie | Olga Nazarova (BLR)    | Lubov Ermolaeva (RUS)   | Svetlana Khandohina (BLR) |
| 2005  | Muonio         | Natalya Sokolova (BLR) | Tatiana Moiseeva (RUS)  | Olga Nazarova (BLR)       |
| 2007  | Otepää         | Natalya Sokolova (BLR) | Elena Khrustaleva (KAZ) | Natalia Sorokina (RUS)    |

#### Relais (4 × 3 km)
De 1997 à 2002, la distance est 4 × 4 km.
| Année | Lieu               |                                                                                         | Argent                                                                                  | Bronze                                                                        |
| ----- | ------------------ | --------------------------------------------------------------------------------------- | --------------------------------------------------------------------------------------- | ----------------------------------------------------------------------------- |
| 1997  | Cracovie           | Biélorussie Irina Tananaiko Natalia Permiakova Natalia Moroz Svetlana Paramygina        | Slovaquie Martina Halinárová Anna Murínová Marcela Pavkovčeková Soňa Mihoková           | Pologne Magdalena Grzywa Iwona Grzywa Adrianna Babik Dorota Gruca             |
| 1998  | Brezno-Osrblie     | Biélorussie Irina Tananaiko Natalia Ryzhenkova Natalia Murshchakina Svetlana Paramygina | Slovaquie Martina Schwarzbacherová Anna Murínová Tatiana Kutlíková Marcela Pavkovčeková | Russie Olga Palikova Elena Safarova Elena Dumnova Nadezhda Talanova           |
| 1999  | Minsk              | Russie Natalia Levchenkova Evgenia Mikhaylova Natalya Sokolova Svetlana Ishmouratova    | Biélorussie Inna Sheshkil Natalia Permiakova Irina Tananaiko Svetlana Paramygina        | Ukraine Oksana Glova Oksana Yakovleva Tetiana Lytovchenko Iryna Merkushina    |
| 2000  | Khanty-Mansiïsk    | Biélorussie Irina Tananaiko Svetlana Paramygina Ludmila Arlouskaya Olga Nazarova        | Russie Svetlana Dementyeva Evgenia Kutsepalava Natalya Sokolova Evgenia Mikhaylova      | États-Unis Ann Sorenson Kristina Sabasteanski Jill Troutner Nicole Hunt       |
| 2001  | Duszniki-Zdrój     | Russie Raisa Matveeva Evgenia Mikhaylova Natalya Sokolova Oksana Neupokoeva             | Biélorussie Irina Tananaiko Ksenia Zikounkova Ludmila Arlouskaya Olga Nazarova          | Ukraine Tetiana Lytovchenko Olena Demydenko Lyudmyla Sahaydak Olena Zubrilova |
| 2002  | Jablonec nad Nisou | Russie Raisa Matveeva Natalia Artsybacheva Olesya Fedoseeva Lubov Ermolaeva             | Biélorussie Olena Zubrilova Ksenia Zikounkova Ludmila Arlouskaya Olga Nazarova          | Tchéquie Pavla Matyášová Zdeňka Vejnarová Irena Česneková Kateřina Holubcová  |
| 2003  | Forni Avoltri      | Biélorussie Ekaterina Ivanova Olena Zubrilova Liudmila Ananko Olga Nazarova             | Russie Inna Kasimova Oksana Neupokoeva Natalia Artsybacheva Tatiana Moiseeva            | Italie Maryke Ciaramidaro Romina Demetz Katja Haller Dominique Vallet         |
| 2004  | Brezno-Osrblie     | Biélorussie Svetlana Khandohina Ekaterina Ivanova Liudmila Kalinchik Olga Nazarova      | Russie Lubov Ermolaeva Anna Sotnikova Natalia Artsybacheva Oksana Neupokoeva            | Slovaquie Zuzana Hasillová Anna Murínová Petra Slezáková Soňa Mihoková        |
| 2005  | Muonio             | Biélorussie Ekaterina Ivanova Olga Nazarova Ksenia Zikounkova Natalya Sokolova          | Russie Lubov Ermolaeva Evgenia Mikhaylova Ekaterina Sidorenko Tatiana Moiseeva          | Tchéquie Tereza Hlavsová Pavla Matyášová Klára Moravcová Michaela Balatková   |

### Mixte

#### Relais (2 × 3 km + 2 × 4 km)
| Année | Lieu   | Or                                                                              | Argent                                                                            | Bronze                                                                        |
| ----- | ------ | ------------------------------------------------------------------------------- | --------------------------------------------------------------------------------- | ----------------------------------------------------------------------------- |
| 2006  | Oufa   | Russie Ekaterina Sidorenko Evgenia Mikhaylova Dmitriy Nikiforov Sergey Balandin | Tchéquie Pavla Matyášová Zdeňka Vejnarová Jaroslav Soukup Ondřej Moravec          | Biélorussie Tatyana Shyntar Natalya Sokolova Alexandr Ustinov Vitalii Pertzev |
| 2007  | Otepää | Russie Evgenia Mikhaylova Anna Sorokina Alexey Katrenko Ivan Bogdanov           | Ukraine Svetlana Krykonchuk Lyudmyla Pysarenko Oleg Berezhnoy Olexander Bilanenko | Tchéquie Pavla Matyášová Zdeňka Vejnarová Jaroslav Soukup Ondřej Moravec      |

## Rollerski

### Hommes

#### Sprint (10km)
| Année | Lieu                 | Or                      | Argent                      | Bronze                     |
| ----- | -------------------- | ----------------------- | --------------------------- | -------------------------- |
| 2006  | Oufa                 | Maxim Tchoudov (RUS)    | Ondřej Moravec (CZE)        | Danilo Kodela (SVN)        |
| 2007  | Otepää               | Mikhail Kochkin (RUS)   | Maxim Tchoudov (RUS)        | Roland Lessing (EST)       |
| 2008  | Bessans              | Simon Fourcade (FRA)    | Vincent Defrasne (FRA)      | Kirill Shcherbakov (RUS)   |
| 2009  | Oberhof              | Christoph Stephan (GER) | Michael Rösch (GER)         | Christoph Knie (GER)       |
| 2010  | Duszniki-Zdrój       | Dušan Šimočko (SVK)     | Matej Kazár (SVK)           | Andrejs Rastorgujevs (LAT) |
| 2011  | Nové Město           | Dmitri Yaroshenko (RUS) | Olexander Bilanenko (UKR)   | Vladimir Iliev (BUL)       |
| 2012  | Oufa                 | Maxim Tchoudov (RUS)    | Alexey Volkov (RUS)         | Anton Shipulin (RUS)       |
| 2013  | Forni Avoltri        | Lukas Hofer (ITA)       | Tomáš Hasilla (SVK)         | Simon Kočevar (SVN)        |
| 2014  | Tioumen              | Ondřej Moravec (CZE)    | Michael Rösch (BEL)         | Martin Otčenáš (SVK)       |
| 2015  | Cheile Grădiștei     | Vladimir Iliev (BUL)    | Artem Pryma (UKR)           | Martin Otčenáš (SVK)       |
| 2016  | Otepää               | Martin Otčenáš (SVK)    | Lukas Kristejn (CZE)        | Sergey Klyachin (RUS)      |
| 2017  | Tchaïkovski          | Vladimir Chepelin (BLR) | Alexey Volkov (RUS)         | Tomas Hasilla (SVK)        |
| 2018  | Nové Město na Moravě | Michal Krčmář (CZE)     | Ondřej Moravec (CZE)        | Tomáš Krupčík (CZE)        |
| 2019  | Minsk                | Timofey Lapshin (KOR)   | Alexander Povarnitsyn (RUS) | Eduard Latypov (RUS)       |

#### Poursuite (12,5km)
| Année | Lieu                 | Or                       | Argent                    | Bronze                     |
| ----- | -------------------- | ------------------------ | ------------------------- | -------------------------- |
| 2006  | Oufa                 | Maxim Tchoudov (RUS)     | Krzysztof Pływaczyk (POL) | Maksim Sokovnin (RUS)      |
| 2007  | Otepää               | Aleksander Grizman (RUS) | Maxim Tchoudov (RUS)      | Mikhail Kochkin (RUS)      |
| 2008  | Bessans              | Simon Fourcade (FRA)     | Vincent Defrasne (FRA)    | Matthias Simmen (SUI)      |
| 2009  | Oberhof              | Michael Rösch (GER)      | Christoph Stephan (GER)   | Alexander Wolf (GER)       |
| 2010  | Duszniki-Zdrój       | Matej Kazár (SVK)        | Timofey Lapshin (RUS)     | Andrejs Rastorgujevs (LAT) |
| 2011  | Nové Město           | Dmitri Yaroshenko (RUS)  | Olexander Bilanenko (UKR) | Krasimir Anev (BUL)        |
| 2012  | Oufa                 | Alexey Volkov (RUS)      | Maxim Tchoudov (RUS)      | Andrei Makoveev (RUS)      |
| 2013  | Forni Avoltri        | Klemen Bauer (SVN)       | Lukas Hofer (ITA)         | Markus Windisch (ITA)      |
| 2014  | Tioumen              | Michael Rösch (BEL)      | Klemen Bauer (SVN)        | Krasimir Anev (BUL)        |
| 2015  | Cheile Grădiștei     | Martin Otčenáš (SVK)     | Artem Pryma (UKR)         | Matej Kazár (SVK)          |
| 2016  | Otepää               | Martin Otčenáš (SVK)     | Sergey Klyachin (RUS)     | Oleksander Zhyrnyi (UKR)   |
| 2017  | Tchaïkovski          | Alexey Volkov (RUS)      | Anton Shipulin (RUS)      | Krasimir Anev (BUL)        |
| 2018  | Nové Město na Moravě | Ondřej Moravec (CZE)     | Michal Krčmář (CZE)       | Artem Pryma (UKR)          |
| 2019  | Minsk                | Martin Otčenáš (SVK)     | Eduard Latypov (RUS)      | Klemen Bauer (SVN)         |

#### Super sprint (5km)
| Année | Lieu  | Or                    | Argent             | Bronze               |
| ----- | ----- | --------------------- | ------------------ | -------------------- |
| 2019  | Minsk | Timofey Lapshin (KOR) | Klemen Bauer (SVN) | Eduard Latypov (RUS) |

### Femmes

#### Sprint (7,5km)
| Année | Lieu                 | Or                                       | Argent                    | Bronze                    |
| ----- | -------------------- | ---------------------------------------- | ------------------------- | ------------------------- |
| 2006  | Oufa                 | Svetlana Tchernousova (RUS)              | Marina Bortchoukova (RUS) | Lenka Faltusová (CZE)     |
| 2007  | Otepää               | Kaisa Mäkäräinen (FIN)                   | Lilia Efremova (UKR)      | Tetiana Rud (UKR)         |
| 2008  | Bessans              | Teja Gregorin (SVN)                      | Marie-Laure Brunet (FRA)  | Maria Kossinova (RUS)     |
| 2009  | Oberhof              | Magdalena Neuner (GER)                   | Maria Kossinova (RUS)     | Natalia Levchenkova (MDA) |
| 2010  | Duszniki-Zdrój       | Krystyna Pałka (POL)                     | Agnieszka Cyl (POL)       | Ľubomíra Kalinová (SVK)   |
| 2011  | Nové Město           | Valj Semerenko (UKR)                     | Krystyna Pałka (POL)      | Jana Gereková (SVK)       |
| 2012  | Oufa                 | Olga Zaitseva (RUS)                      | Vita Semerenko (UKR)      | Olga Vilukhina (RUS)      |
| 2013  | Forni Avoltri        | Dorothea Wierer (ITA)                    | Jitka Landová (CZE)       | Karin Oberhofer (ITA)     |
| 2014  | Tioumen              | Teja Gregorin (SVN) Krystyna Guzik (POL) | —                         | Tang Jialin (CHN)         |
| 2015  | Cheile Grădiștei     | Olga Abramova (UKR)                      | Monika Hojnisz (POL)      | Magdalena Gwizdoń (POL)   |
| 2016  | Otepää               | Olena Pidhrushna (UKR)                   | Anna Frolina (KOR)        | Iryna Varvynets (UKR)     |
| 2017  | Tchaïkovski          | Svetlana Sleptsova (RUS)                 | Paulina Fialkova (SVK)    | Olga Dmitrieva (RUS)      |
| 2018  | Nové Město na Moravě | Paulína Fialková (SVK)                   | Monika Hojnisz (POL)      | Galina Vishnevskaya (KAZ) |
| 2019  | Minsk                | Ekaterina Glazyrina (RUS)                | Lucie Charvátová (CZE)    | Darya Blashko (UKR)       |

#### Poursuite (10km)
| Année | Lieu                      | Or                       | Argent                      | Bronze                             |
| ----- | ------------------------- | ------------------------ | --------------------------- | ---------------------------------- |
| 2006  | Oufa                      | Elena Davgul (RUS)       | Svetlana Tchernousova (RUS) | Krystyna Pałka (POL)               |
| 2007  | Otepää                    | Kaisa Mäkäräinen (FIN)   | Tetiana Rud (UKR)           | Yana Romanova (RUS)                |
| 2008  | Bessans                   | Teja Gregorin (SVN)      | Marie-Laure Brunet (FRA)    | Natalia Levchenkova (MDA)          |
| 2009  | Oberhof                   | Magdalena Neuner (GER)   | Teja Gregorin (SVN)         | Oksana Khvostenko (UKR)            |
| 2010  | Duszniki-Zdrój            | Agnieszka Cyl (POL)      | Krystyna Pałka (POL)        | Magdalena Gwizdoń (POL)            |
| 2011  | Nové Město                | Krystyna Pałka (POL)     | Valj Semerenko (UKR)        | Weronika Nowakowska-Ziemniak (POL) |
| 2012  | Oufa                      | Vita Semerenko (UKR)     | Olga Zaitseva (RUS)         | Olena Pidhrushna (UKR)             |
| 2013  | Forni Avoltri             | Jitka Landová (CZE)      | Anna Boulygina (RUS)        | Victoria Padial (ESP)              |
| 2014  | Tioumen                   | Teja Gregorin (SVN)      | Vita Semerenko (UKR)        | Tang Jialin (CHN)                  |
| 2015  | Roumanie Cheile Grădiștei | Olga Abramova (UKR)      | Monika Hojnisz (POL)        | Juliya Dzhyma (UKR)                |
| 2016  | Otepää                    | Kaisa Mäkäräinen (FIN)   | Olena Pidhrushna (UKR)      | Anna Frolina (KOR)                 |
| 2017  | Tchaïkovski               | Svetlana Sleptsova (RUS) | Nadiia Bielkina (UKR)       | Paulina Fialkova (SVK)             |
| 2018  | Nové Město na Moravě      | Veronika Vítková (CZE)   | Paulína Fialková (SVK)      | Galina Vishnevskaya (KAZ)          |
| 2019  | Minsk                     | Zhang Yan[ (CHN)         | Tamara Voronina (RUS)       | Vita Semerenko (UKR)               |

#### Super sprint (5km
| Année | Lieu  | Or                   | Argent                 | Bronze                    |
| ----- | ----- | -------------------- | ---------------------- | ------------------------- |
| 2019  | Minsk | Valj Semerenko (UKR) | Lucie Charvátová (CZE) | Ekaterina Glazyrina (RUS) |

### Mixte

#### Relais (2 × 6 km + 2 × 7.5 km)
| Année | Lieu                 | Or                                                                             | Argent                                                                        | Bronze                                                                     |
| ----- | -------------------- | ------------------------------------------------------------------------------ | ----------------------------------------------------------------------------- | -------------------------------------------------------------------------- |
| 2008  | Bessans              | France Marie-Laure Brunet Sandrine Bailly Vincent Defrasne Simon Fourcade      | Slovénie Teja Gregorin Andreja Mali Janez Marič Vasja Rupnik                  | Italie Michela Ponza Katja Haller Christian Martinelli Markus Windisch     |
| 2009  | Allemagne Oberhof    | Allemagne Magdalena Neuner Tina Bachmann Christoph Stephan Michael Rösch       | Russie Anna Bogaliy-Titovets Oksana Neupokoeva Anton Shipulin Victor Vasilyev | Slovaquie Jana Gereková Anastasiya Kuzmina Pavol Hurajt Dušan Šimočko      |
| 2010  | Duszniki-Zdrój       | Pologne Krystyna Pałka Magdalena Gwizdoń Tomasz Sikora Mirosław Kobus          | Russie Maria Demidova Evgeniya Sedova Andrei Makoveev Evgeniy Garanichev      | Slovaquie Jana Gereková Ľubomíra Kalinová Matej Kazár Dušan Šimočko        |
| 2011  | Nové Město           | Russie Galina Nechkasova Olga Abramova Anton Shipulin Dmitri Yaroshenko        | Ukraine Olena Pidhrushna Valj Semerenko Andriy Deryzemlya Olexander Bilanenko | Slovaquie Anastasiya Kuzmina Jana Gereková Miroslav Matiaško Pavol Hurajt  |
| 2012  | Oufa                 | Russie Svetlana Sleptsova Olga Zaitseva Aleksey Volkov Anton Shipulin          | Ukraine Vita Semerenko Valj Semerenko Oleg Berezhnoy Andriy Deryzemlya        | Tchéquie Jitka Landová Lea Johanidesová Tomáš Krupčík Ondřej Exler         |
| 2013  | Forni Avoltri        | Russie Alexandra Alikina Olga Shesterikova Aleksandr Shreider Andrei Prokunin  | Italie Alexia Runggaldier Nicole Gontier Benjamin Plaickner Giuseppe Montello | Slovaquie Paulína Fialková Terézia Poliaková Matej Kazár Miroslav Matiaško |
| 2014  | Tioumen              | Tchéquie Veronika Vítková Gabriela Soukalová Ondřej Moravec Michal Šlesingr    | Ukraine Iryna Varvynets Valj Semerenko Artem Pryma Serhiy Semenov             | Slovénie Andreja Mali Teja Gregorin Klemen Bauer Lenart Oblak              |
| 2015  | Cheile Grădiștei     | Russie Ekaterina Avvakumova Olga Kalina Sergey Klyachin Sergey Korastylev      | Bulgarie Emilia Yordanova Desislava Stoyanova Anton Sinapov Vladimir Iliev    | Roumanie Luminiţa Pişcoran Réka Ferencz Gheorghe Pop Cornel Puchianu       |
| 2016  | Otepää               | Finlande Mari Laukkanen Kaisa Mäkäräinen Tuomas Grönman Olli Hiidensalo        | Ukraine Yuliia Dzhima Olena Pidhrushna Sergey Semenov Dmytro Pidruchnyi       | Pologne Magdalena Gwizdon Monika Hojnisz Grzegorz Guzik Mateusz Janik      |
| 2017  | Tchaïkovski          | Russie Uliana Kaisheva Svetlana Sleptsova Alexey Volkov Anton Shipulin         | Slovaquie Paulina Fialkova Ivona Fialkova Tomas Hasilla Matej Kazar           | Ukraine Yuliya Zhuravok Mariya Panfilova Anton Myhda Maksym Ivko           |
| 2018  | Nové Město na Moravě | Russie Ekaterina Yurlova-Percht Margarita Vasileva Nikita Porshnev Yuri Shopin | Tchéquie Veronika Vítková Markéta Davidová Ondřej Moravec Michal Krčmář       | Pologne Kinga Zbylut Monika Hojnisz Grzegorz Guzik Łukasz Szczurek         |